# Лао Ай
Лао Ай (казнён в 238 году до н. э.) — древнекитайский политический деятель. Согласно Сыма Цяню, он обратил на себя внимание первого министра Цинь Люй Бувэя своими сексуальными способностями: у Лао Ая был огромный член, на котором он мог крутить «колесо из тунгового дерева». Люй Бувэй подослал Лао Ая к госпоже Чжао, матери вана Ин Чжэна (впоследствии императора Цинь Шихуанди). Та сделала Лао Ая своим любовником и поселила во дворце, выдав за евнуха. Впоследствии она тайно родила двух сыновей. В 238 году до н. э. Ин Чжэн узнал обо всём этом, а также о планах лже-евнуха сделать одного из сыновей новым ваном. Лао Ай поднял мятеж, используя в своих интересах печать любовницы, но вскоре потерпел поражение. Его взяли в плен и казнили вместе с сыновьями и всеми родичами до третьего колена.
Лао Ай стал одним из персонажей художественного фильма «Император и убийца», где его играет Ван Чживэнь. Он появляется в дораме «The King’s Woman / Лучезарная красавица эпохи Цинь» (2017).